# Сидамонидзе, Георгий Константинович
Гео́ргий Константи́нович Сидамони́дзе (Сидомонидзе), также Юрий Сидамонидзе, Георгий Сидомонидзе, Си Да Ма (груз. გიორგი სიდამონიძე; 26 декабря 1896, Гори — 22 мая 1971, Сан-Франциско, США) — деятель белого движения в Сибири. Полковник русской армии (1920 год). Генерал китайской армии (1923 год).
Выходец из грузинского княжеского рода, отделившегося от рода князей Эристовых-Арагвских в начале XVIII века и принявшего фамилию Сидамонидзе во второй половине того же века.
Окончил 1-ю Тифлисскую школу прапорщиков (1915 год). Участник Первой мировой войны, штабс-капитан 299-го пехотного полка.

## Участие в Гражданской войне
С 1918 года участвовал в Гражданской войне на Восточном фронте на стороне белых. С июня 1918 года служил фельдфебелем в офицерской роте 1-го Народного полка в Уфе (затем — 13-й Уфимский полк). С августа 1918 года — капитан, с августа 1919 года — подполковник. С 15 декабря 1919 года — командир 13-го Уфимского полка.

Участник Великого Сибирского ледяного похода. По воспоминаниям участвовавшей в походе Ольги Петровны Петровой (жены генерала П. П. Петрова) его полк сыграл решающую роль в спасении частей белой армии и беженцев во время обхода Красноярска 4-й Уфимской и 8-й Камской дивизиями во время этого похода: 

если бы не 13 Уфимский полк 4 дивизии во главе с его доблестным командиром полковником Г. К. Сидамонидзе, защищавший под пулемётным огнём с холмов проход бесконечных обозов с ранеными, больными и семьями, то, может быть, и мы бы не вышли.

С 12 марта 1920 года — полковник. С 15 ноября 1920 года — начальник 2-й Уфимской дивизии, с которой перешёл из Забайкалья в Приморье. С марта 1921 года — вновь командир 4-го Уфимского полка. Участник Хабаровского похода белой армии во главе с генералом В. М. Молчановым, с 12 августа 1922 года командир Уфимской пешей дружины (батальона). В боях был дважды ранен. 2 ноября 1922 года перешёл вместе с частями белой армии в Китай.

## Эмигрант
В эмиграции жил в китайском городе Гирин. В 1923 году поступил на военную службу в китайскую армию Чжан Цзолина с присвоением чина генерал-майора и назначением командиром Русской бригады, сформированной из добровольцев, ранее служивших в белых войсках. В Китае был известен как генерал Си Да Ма. Затем жил в США.
Георгий Константинович Сидамонидзе скончался в 1971 году в Сан-Франциско.